# Tony Anselmo
Tony Anselmo (* 18. Februar 1960 in Salt Lake City, Utah) ist ein US-amerikanischer Trickfilmzeichner und seit 1985 Synchronsprecher von Donald Duck.

## Leben und Wirken
Anselmo wurde von Clarence Nash, dem ersten Synchronsprecher von Donald, geschult. Er synchronisierte unter anderem auch Tick, Trick und Track in den Sendungen Micky Maus Geschichten und Disneys Mickys Clubhaus sowie in der Videospielreihe Kingdom Hearts.
Als Trickfilmzeichner wirkte er unter anderem bei den Filmen Arielle, die Meerjungfrau, Die Schöne und das Biest, Der König der Löwen und Tarzan mit.